# Кьюзавеккья
Кьюзаве́ккья (итал. Chiusavecchia) — коммуна в Италии, располагается в регионе Лигурия, в провинции Империя.
Население составляет 537 человек (2008 г.), плотность населения составляет 163 чел./км². Занимает площадь 3 км². Почтовый индекс — 18027. Телефонный код — 0183.
Покровителем коммуны почитается  священномученик Власий Севастийский, празднование 3 февраля.

## Демография
Динамика населения:

## Администрация коммуны
- Официальный сайт: http://www.comune.chiusavecchia.im.it/